# 寨口河
寨口河也作则库河，位于中华人民共和国新疆维吾尔自治区伊犁哈萨克自治州尼勒克县中部的一条河流，喀什河右岸支流。“则库”源自蒙古语ᠵᠥᠭᠡᠨ/зөгөн，意为“温暖的”。发源于北天山山脉博罗科努山南坡，自东北向西南流，于新疆生产建设兵团第四师七十九团团场汇入喀什河。河流全长36千米，流域面积145平方千米。